# Рандеву Скалистых гор

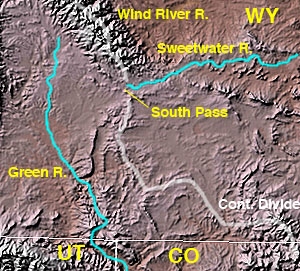
Реки Суитуотер и Грин-Ривер, основной район маунтинменов.

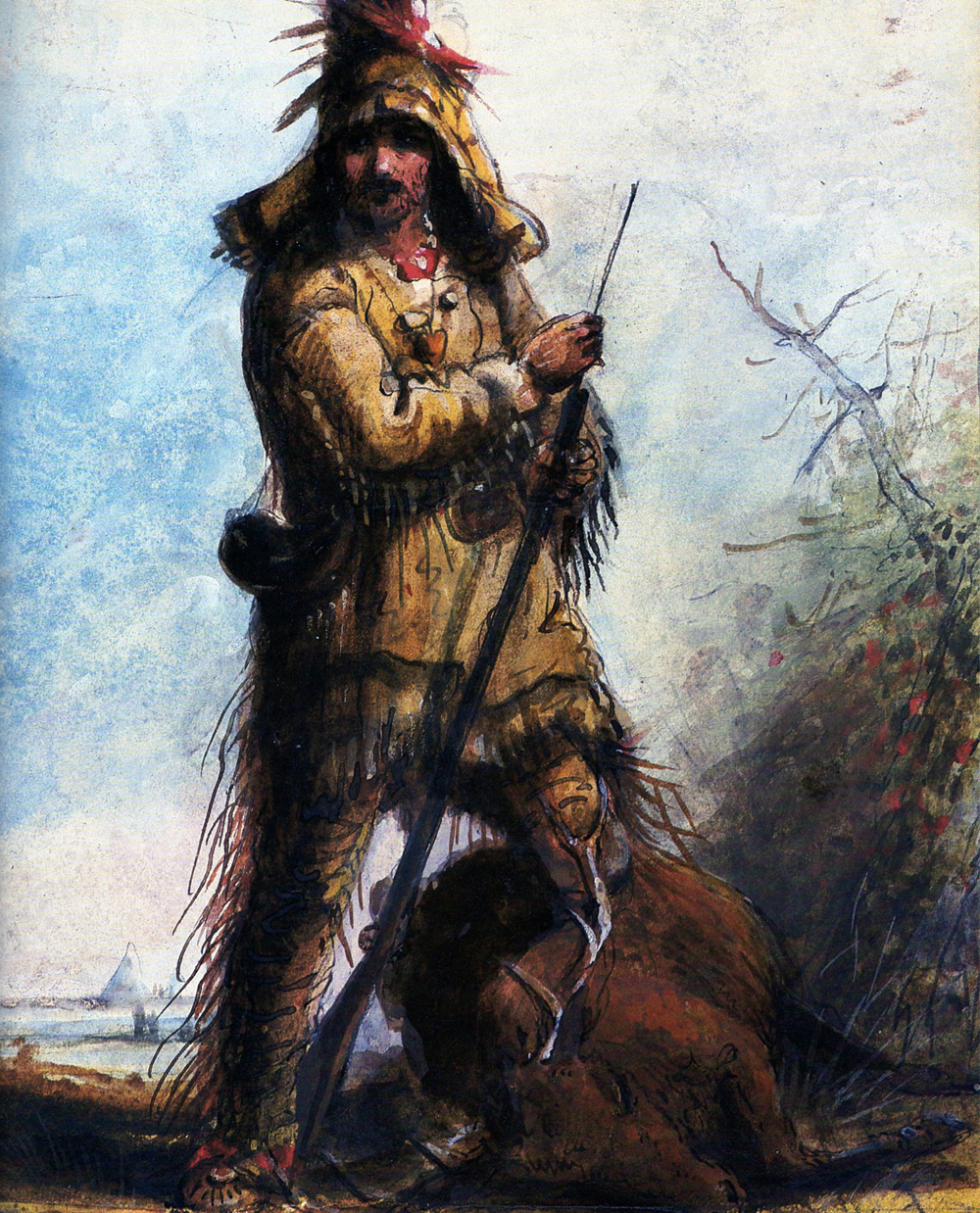
Маунтинмен Уильям «Старый Билл» Уильямс, художник Альфред Миллер.

Рандеву Скалистых гор, рандеву трапперов (англ. Rocky Mountain Rendezvous) — ежегодный сбор маунтинменов в Скалистых горах.

## История
Первая экспериментальная торговая ярмарка охотников и трапперов прошла в 1824 году на реке Суитуотер. Маунтинмены привезли огромное количество мехов, которые они упаковали и отправили в Сент-Луис. Этот сбор продлился неделю, в течение которой трапперы охотились, рыбачили и устраивали разные состязания. В отличие от последующих рандеву, на ярмарке не было индейцев и продажи алкоголя.
Первое официальное рандеву состоялось в 1825 году на территории современного американского штата Вайоминг. На нём присутствовали 91 маунтинмен из отряда генерала Эшли, трапперы Компании Гудзонова залива, индейцы кроу и шайенны.
После того, как первое рандеву Скалистых гор прошло успешно, возникла необходимость в новом маршруте, который сократил бы путь от Сент-Луиса до района Скалистых гор. Томас Фицпатрик был первым маунтинменом, кто добрался из Сент-Луиса до Вайоминга по реке Норт-Платт. До этого все торговцы мехами единственным практическим маршрутом считали Миссури.
В 1832 году Бенджамин Бонневиль построил первый форт на западе Скалистых гор, вблизи современного города Даниел, и назвал его Форт-Бонневилль. Форт, основанный Бонневиллем, на долгие годы стал центром меховой торговли к западу от главного хребта Скалистых гор. Почти все сборы трапперов в последующие годы собирались поблизости от него. Не все рандеву происходили мирно, иногда случались стычки с индейцами, в основном с черноногими, банноками и гровантрами.
В 1840 году прошло последнее рандеву Скалистых гор. Кроме маунтинменов, на нём присутствовали восточные шошоны, а также Пьер Жан Де Смет, первый католический миссионер, посетивший район Скалистых гор.

## Места проведения рандеву
- 1825 г. — Маккиннон[2], Вайоминг
- 1826 г. — долина Каш[англ.][2], Юта
- 1827 г. — озеро Бэр[2], Айдахо
- 1828 г. — озеро Бэр, Айдахо
- 1829 г. — Ландер[2], Вайоминг
- 1830 г. — Ривертон, Вайоминг
- 1831 г. — долина Каш[англ.], Юта
- 1832 г. — Пьерс-Хоул[англ.], Айдахо
- 1833 г. — Даниел, Вайоминг
- 1834 г. — Грейнджер, Вайоминг
- 1835 г. — Даниел[2], Вайоминг
- 1836 г. — Даниел, Вайоминг
- 1837 г. — Даниел, Вайоминг
- 1838 г. — Ривертон[2], Вайоминг
- 1839 г. — Даниел, Вайоминг
- 1840 г. — Даниел[2], Вайоминг